# Pietà (obraz Tycjana)
Pietà – ostatni, nieukończony obraz renesansowego włoskiego malarza Tycjana.
Obraz powstawał pod koniec życia malarza dla kaplicy Jezusa Chrystusa w kościele Santa Maria Gloriosa dei Frari, gdzie sam pragnął zostać pochowany. Płótno miało zostać podarowane franciszkanom w zamian za miejsce pochówku. Po śmierci Tycjana 27 sierpnia 1576 roku z powodu dżumy nieukończony obraz znalazł się w rękach malarza Palmy Młodszego, który go ukończył i dodał napis: Ouod Titianus inchoatum reliquit – Palma reverentur absolvit Deoq. dicavit opus ( To czego Tycjan nie ukończył z szacunkiem dopełnił Palma, poświęcając dzieło Bogu). Tycjan z powodu zarazy został pospiesznie pochowany w kaplicy św. Krzyża. Obraz znajdował się w rękach Palmy aż do 1628 roku, czyli do jego śmierci. Namalował on aniołka trzymającego pochodnię.
W centralnej części obrazu, Tycjan pod oświetloną niszą apsydy umieścił Chrystusa leżącego na kolanach Matki Boskiej. Obok, po lewej stronie stoi Maria Magdalena, której postawa i wyraz twarzy świadczy o przeżywanym bólu. U jej stóp putto trzyma naczynie z olejkami, które było atrybutem Magdaleny. Starzec klęczący przed postacią Jezusa w czerwonej szacie to autoportret Tycjana. W przedstawionej scenie identyfikowany był z św. Hieronimem, Józefem z Arymatei lub Nikodemem. Po obu stronach znajdują się posągi Mojżesza i alegorii Wiary, które mają nawiązywać do starotestamentowych proroctw na temat Męki Chrystusa.